# 德原街道
德原街道，原为坊子乡，是中华人民共和国山東省德州市平原县下辖的一个乡镇级行政单位。2020年7月，撤乡设街道，现区划代码为371426003。

## 行政区划
德原街道下辖以下地区：
坊子社区、亭子社区村、大蔡社区村、崔庄社区村、红庙社区村、叶庄社区村、张楼社区村和张仁社区村。